# 南天山
南天山（なんてんやま）は、埼玉県秩父市にある標高1,483mの山で、奥秩父の山域の一つ。

## 概要
国道140号から中津川沿いに進み、鎌倉橋の登山口から登って、法印ノ滝を通って頂上へ上がると、標高差はおよそ600m。公共交通機関を使って行くと不便なところに在るためか、「隠れた名山」「玄人好みの山」と称されることもある。山頂はかつて山火事があったこともあり露岩となっている。

## 周辺の山
- 三国山 (奥秩父)
- 両神山